# 108e régiment d'infanterie (France)
Pour les articles homonymes, voir 108e régiment.
Le 108e régiment d'infanterie (108e RI), est un régiment d'infanterie de l'Armée de terre française créé sous la Révolution à partir du régiment de l'Île-de-France, un régiment français d'Ancien Régime créé pour servir dans les colonies françaises.

## Création et différentes dénominations
- 1er janvier 1791 : Tous les régiments prennent un nom composé du nom de leur arme avec un numéro d’ordre donné selon leur ancienneté. Le régiment de l'Île-de-France devient le 108e régiment d'infanterie de ligne ci-devant l'Île-de-France.
- 1793 : Création de la 108e demi-brigade de première formation
- 4 mai 1796 : Devient la 108e demi-brigade de deuxième formation
- 1803 : formation du 108e régiment d'infanterie de ligne
- mars 1815 : le régiment est licencié comme l'ensemble des régiments d'infanterie de ligne et légère et n'est pas recréé.
- octobre 1870 : création du 108e régiment d'infanterie de ligne, à partir du 8e régiment de marche formé en août
- 1871 : le 108e de ligne est fusionné dans le 8e régiment d'infanterie de ligne
- 1872 : création du 108e régiment d'infanterie de ligne, à partir du 8e régiment provisoire d'infanterie formé en avril 1871
- 1887 : renommé 108e régiment d'infanterie
- 1924 : dissolution
- 1940 : 108e régiment d'infanterie alpine, puis dissolution
- 1944 : 108e régiment d'infanterie
- 1945 : dissolution

## Chefs de corps
- 1792 : Dominique Prosper de Chermont[Note 1] (*)
- 1793 : colonel Doligny-Arcy
- 1794 : colonel Jacob
- 1795 : François Bertrand Dufour (*)
- 1796 : Pierre Guillaume Pouchin de La Roche (*)
- 1800 : Pierre Binet de Marcognet[Note 2] (**)
- 1803 : Aubin Virideau
- 1805 : Joseph Higonet[Note 3]
- 1806 : Henri Rottembourg[Note 4]  (**)
- 1811 : Jacques Achard[Note 5] (*)
- 1815 : Philippe Higonet[Note 6]
- 1870 : colonel Drouet
- 1870 : colonel Chaulan
- 1870 : colonel Coiffé
- 1871 : colonel Louis
- 1871 : Jean Pierre Martial Ritter[1]
- 1877 : colonel Donnio
- 1884 : colonel Hecquet
- 1885 : colonel Lambert
- 1886 : colonel Muzeau
- 1886 : colonel Vasmer
- 1887 : colonel Harel
- 1889 : colonel Denis
- 1891 : Barthélemy Toureng[2] (*)
- 1897 : colonel de Marin de Montmarin
- ? -1907 : colonel Charles Pricot de Sainte-Marie
- 1907 - 1911 : François Dautheville.
- 1912 : Léon Aurousseau[Note 7]
- 9 septembre 1914 : commandant puis lieutenant colonel Gizard[Note 8]
- 26 février 1915 : lieutenant colonel Naugès
- 1916 : lieutenant colonel Becker
- 11 février 1917 : lieutenant colonel Lagrue
- 18 juin 1918 : chef de bataillon, puis lieutenant colonel Tonnet
- 1940 : Jean Vincent (*)

(*) Ces officiers sont devenus par la suite généraux de brigade. (**) Ces officiers sont devenus par la suite généraux de division. 

## Historique des garnisons, combats et batailles du108eRI

### Guerres de la Révolution et de l'Empire
Le 1er janvier 1791, tous les régiments prennent un nom composé du nom de leur arme avec un numéro d’ordre donné selon leur ancienneté. Le régiment de l'Île-de-France devient le 108e régiment d'infanterie de ligne ci-devant l'Île-de-France.
En 1793, la 108e demi-brigade de première formation, est formée par l'amalgame des :
- 2e bataillon du 54e régiment d'infanterie (ci-devant Royal-Roussillon)
- 1er bataillon de volontaires du Lot
- 2e bataillon de volontaires du Lot

- 1795 : combat d'Heidelberg et Bataille de Mannheim

Le 15 floréal an IV (4 mai 1796) l'unité est réorganisée sous le nom de 108e demi-brigade de deuxième formation avec :
- la 26e demi-brigade de première formation (2e bataillon du 13e régiment d'infanterie (ci-devant Bourbonnais), 4e bataillon de volontaires de la Manche et 9e bataillon de volontaires de Seine-et-Oise)
- la 132e demi-brigade de première formation (2e bataillon du 71e régiment d'infanterie (ci-devant Vivarais), 2e bataillon de volontaires du Cher et 5e bataillon de volontaires de la Meuse)

Cette même année, la demi-brigade combat à Birkenfeld, Bingen, Mayence, Kreuznach et Hunsrück
- 1797 : Neuwied
- 1799 : Pfullendorf, Stockach, Tuttlingen et Zurich
- 1800 : Engen, Moeskirch, Biberach, Friedberg et Hohenlinden

Lors de la réorganisation des corps d'infanterie français en 1803, le 108e régiment d'infanterie de ligne est formé à 3 bataillons avec la 108e demi-brigade de deuxième formation.
- 1805 :
  - Mariazell
  - 2 décembre : bataille d'Austerlitz
- 1806 : Auerstadt et Nasielsk
- 1807 :
  - 8 février : bataille d'Eylau
- 1809 : Landshut, Eckmuhl, et Wagram

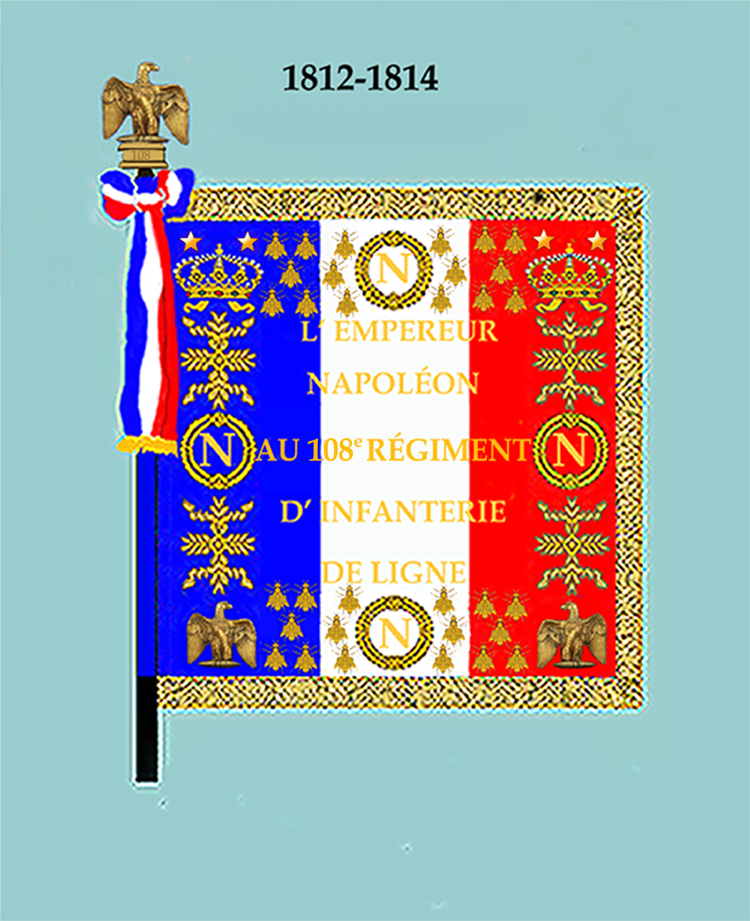
Drapeau modèle de 1812 (avers)
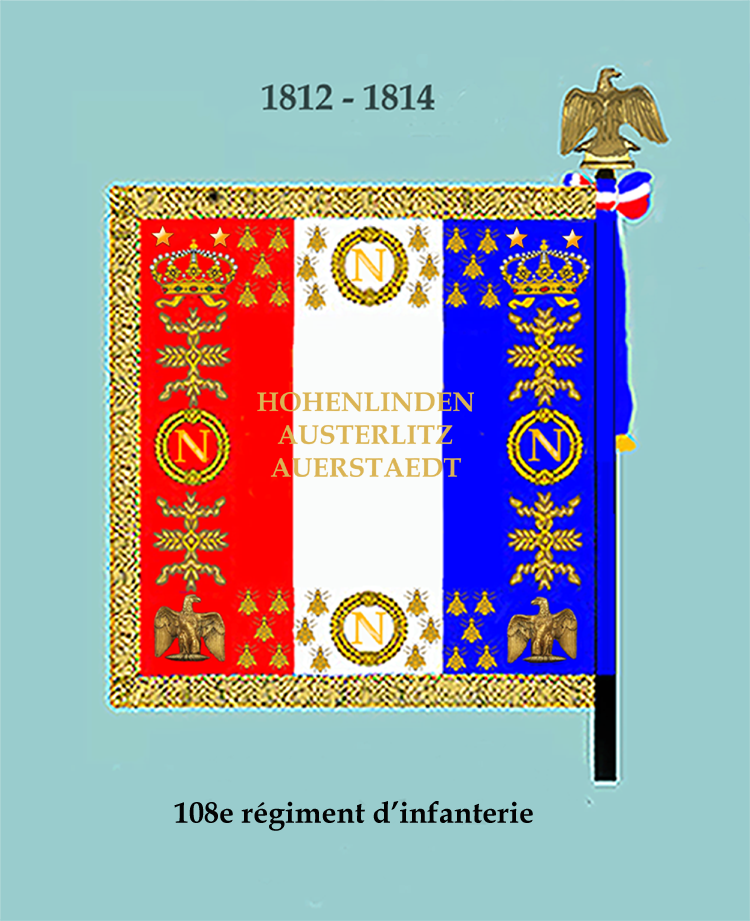
Drapeau modèle de 1812 (revers)

- 1812 : bataille de Moguilev, La Moskowa, Krasnoe et passage de la Berezina
- 1813 : Hambourg
- 1814 : Haarbourg, Anvers, Wittemberg et Hambourg
- 1815 : Ligny et Waterloo

En mars 1815 le régiment est licencié comme l'ensemble des régiments d'infanterie de ligne et légère et n'est pas recréé.
Officiers tués et blessés pendant qu'ils servaient dans le 108e régiment d'infanterie de ligne (entre 1804-1815)[réf. nécessaire] :
- Officiers tués : 32
- Officiers morts des suites de leurs blessures : 19
- Officiers blessés : 134

### Second Empire
Le 8e régiment de marche est formé à Paris le 16 août 1870 à partir des 4e bataillons des 29e, 41e et 43e régiments d'infanterie de ligne. Il fait partie de la 1re division du 13e corps d'armée. Le 28 octobre 1870, le 8e de marche est renommé 108e de ligne. De septembre 1870 à janvier 1871, il participe au siège de Paris. Le 6 novembre, il est rattaché à la 2e division du 3e corps de la 2e armée de Paris. Il participe à la bataille de Champigny. Après la bataille, il rejoint la 2e division du 2e corps de la 2e armée de Paris après cette bataille. Les 59 officiers et 2 222 hommes de troupe du régiment capitulent avec le reste de la garnison le 29 janvier 1871. Le régiment est dissous fin mars 1871, fusionnant avec le 8e régiment de ligne.

### 1871 à 1914
Un décret du président de la République en date du 10 avril 1872 ayant prescrit que les régiments provisoires devenaient définitifs et prendraient la dénomination de régiment de ligne avec un numéro de série, le 8e régiment d'infanterie provisoire prend la dénomination de « 108e régiment d'infanterie de ligne », avec dépôt à Toulon.

Pendant cette même année 1872, et les années 1873 et 1874, le régiment, qui était en Algérie, occupe successivement, par fractions détachées, Alger, Oran, Dellys, Palestro, Tizi Ouzou, Draâ El Mizan, Miliana et Theniet El Had.
En septembre 1873, à la formation de la 24e division d'infanterie du 12e corps d'armée, il est rattaché à la 47e brigade de cette division.

Le 5 octobre 1873, le régiment avait été constitué à trois bataillons de six compagnies avec un dépôt de trois compagnies. Trois compagnies désignées par le sort quittent le corps pour concourir à la formation du 138e régiment d'infanterie. 
Pendant le séjour du régiment en Algérie, le dépôt d'abord à Toulon, avait été dirigé sur Angoulême à la fin de 1873, puis en mai 1874 il est installé à Bergerac.
Avec le 63e RI, il passe à la 48e brigade de cette même division en 1875 et se met en mouvement à la fin de septembre 1874, pour rejoindre à Alger la portion principale. Le 6 octobre, tout le régiment, moins le dépôt, se trouve réuni dans cette ville, et s'embarque le lendemain pour Toulon, où il débarque le 10 du même mois et va, provisoirement, tenir garnison à Arles.
Le 7 avril 1875, deux compagnies du régiment sont licenciées et il est constitué à quatre bataillons de quatre compagnies, avec deux compagnies de dépôt. 
En 1876, le 108e alla prendre sa place définitive dans le 12e corps d'armée, et le 5 novembre, tout le régiment se trouve réuni à Bergerac. 
En 1878, le 108e cesse de faire partie de la 48e brigade pour former la 47e brigade avec le 50e régiment d'infanterie.
Du mois d'octobre 1880 au mois de juin 1886,, un bataillon est envoyé maintenir l'ordre colonial en Algérie,,, rejoignant Dellys. Le 3e bataillon est à Miliana en 1884 puis à Orléansville en 1885. Ce bataillon quitte finalement l'Algérie par ordre du 25 avril 1886 et arrive en métropole en juin 1886.

### Première Guerre mondiale
- Casernement en 1914 : Bergerac, 47e brigade d'infanterie, 24e division d'infanterie, 12e corps d'armée.
- Affecté à la 24e division d'infanterie d'août 1914 à novembre 1918

### Entre-deux-guerres
Revenu à Bergerac en juillet 1919, le 24e est dissous le 1er janvier 1924.

### Seconde Guerre mondiale
Formé le 1er juin 1940 à partir du groupe d'instruction 14 (XXIe bns de la 2e DBCA (demi-brigade de chasseurs alpins), du 141e RIA, et 3e RIA), affectation à la 235e division légère d'infanterie. Dissous à l'issue de la bataille de France.
Il est recréé en 1er décembre 1944 avec des éléments des Francs-tireurs et partisans de Dordogne, au sein des forces françaises de l'Ouest. Il devient une unité officielle en avril 1945 puis est dissous le 1er septembre 1945.

## Drapeau du régiment

Dessin du revers du drapeau du d'infanterie.

Il porte, cousues en lettres d'or dans ses plis, les inscriptions suivantes :
- Hohenlinden 1800
- Austerlitz 1805
- Aurestaedt 1806
- La Moskowa 1812
- Vitry 1914
- Artois 1915
- Italie 1918

## Décorations
La cravate du drapeau est décorée de la Croix de guerre 1914-1918 avec deux citations à l'ordre de l'armée.
Le régiment a le droit au port de la fourragère aux couleurs du ruban de la croix de guerre 1914-1918.

## Personnages célèbres ayant servi au108eRI
- François Victor Dupuy de Saint-Florent alors capitaine dans la 108e demi-brigade ;
- Général Émile Herbillon en 1814 ;
- Adrien Robinet de Cléry en 1871[28] ;
- Sergent Charles Lovy (1898-1901) ;
- Colonel Léon Aurousseau, chef de corps en 1914, tué à l'ennemi à la Bataille de la Marne quelques jours après ses fils, sergent au 108e RI et sous-lieutenant au 144e RI ;
- François Battesti, as de la Première Guerre mondiale ;
- Irénée Cros, Compagnon de la Libération.

## Sources et bibliographie
- Louis Susane, Histoire de l'ancienne infanterie française, vol. 7, Paris, 1851 (lire en ligne).
- Émile Mignot de Lyden, Nos 144 Régiments de ligne,  Paris, librairie illustrée, 1888 (BNF 34076285, lire en ligne), « 108e régiment », p. 412-417.
- Victor Belhomme, Histoire de l'infanterie en France, t. 5, Henri Charles-Lavauzelle, 1902 (lire en ligne).
- Historique du 108e régiment d'infanterie. 1914-1918 : la grande guerre, Bergerac, Impr. générale du sud-ouest, 1919, 47 p., lire en ligne sur Gallica.
- Jean-Louis Audebert, « Un régiment dans sa ville : le 108e de ligne à Bergerac (1874-1923), 1re partie », Bulletin de la Société Historique et Archéologique du Périgord, vol. CXXIII,‎ 1996, p. 353-382 (lire en ligne).
- Jean-Louis Audebert, « Un régiment dans sa ville : le 108e de ligne à Bergerac (1874-1923), 2e partie », Bulletin de la Société Historique et Archéologique du Périgord, vol. CXXIII,‎ 1996, p. 481-497 (lire en ligne).
- Jean-Louis Audebert, « Un régiment dans sa ville : le 108e de ligne à Bergerac (1874-1923), 3e partie », Bulletin de la Société Historique et Archéologique du Périgord, vol. CXXIV,‎ 1997, p. 151-170 (lire en ligne).
- Louis Yvert :  Historique du 108e Régiment d'infanterie (1766-1895)
- Historiques des corps de troupe de l'armée française (1569-1900)